# Rusal
RUSAL (în rusă ОК РУСАЛ) este o companie din Rusia care este cel mai mare producător mondial de aluminiu. Compania este deținută de miliardarul Oleg Deripaska.
Un alt acționar al companiei este oligarhul ruso-israelian Roman Abramovici (proprietarul clubului de fotbal Chelsea).
Compania a fost creată în martie 2007 prin fuziunea celui de-al treilea producător de aluminiu din lume, RusAl (Ruskii Aluminium), cu rivalul de dimensiuni mai mici SUAL, împreună cu anumite active deținute de grupul elvețian Glencore International.
Concernul are o cifră de afaceri de 7 miliarde USD anual.
În anul 2007, Rusal producea proximativ 12,5% din aluminiul produs pe plan mondial și 16% din alumină.
Producția grupului se ridica la 3,9 milioane tone de aluminiu pe an și 10,6 milioane tone de alumină.
În anul 2003, Rusal avea o producție anuală de 2,5 milioane de tone de aluminiu de bază, fiind devansată de compania Alcoa cu aproximativ un milion de tone.
În anul 2009, Rusal avea 90.000 de angajați și controla 12% din piața mondială a aluminiului.